# Prix de littérature Corine
Le prix de littérature Corine (Corine – Internationaler Buchpreis), est un prix de littérature allemande créé par le Landesverband bavarois du Börsenverein des Deutschen Buchhandels, attribué pour la première fois en 2001. Il est décerné à des "auteurs allemands et internationaux" pour leurs excellentes réalisations littéraires et leur reconnaissance par le public".   
Sur le site Web du prix, il a été annoncé qu’il n'y aurait pas de prix en 2012 et que la prochaine attribution aurait lieu en 2013 mais il n'y a plus eu de prix attribué. 

## Lauréats
- 2001 
  - Fiction : Zeruya Shalev pour Mari et Femme (Mann und Frau)
  - Fiction : Henning Mankell pour Les Morts de la Saint-Jean (One Step Behind)
  - Non-fiction : Pascale N. Bercovitch pour Das Lächeln des Delphins
  - Non-fiction : Simon Singh pour Histoire des codes secrets (The Code Book)
  - Non-fiction illustrée : The Beatles pour The Beatles Anthology
  - Littérature jeunesse : J. K. Rowling pour Harry Potter et la Coupe de feu
  - Prix d'honneur du Ministre-président de Bavière : Wolf Jobst Siedler pour Ein Leben wird besichtigt
  - Prix Rolf-Heyne du premier roman: Manil Suri pour The Death of Vishnu
  - Prix des lecteurs de Weltbild : Rosamunde Pilcher pour Solstice d'hiver
- 2002
  - Fiction : Paulo Coelho pour L'Alchimiste (O Alquimista)
  - Non-fiction : Waris Dirie pour Desert Flower
  - Non-fiction illustrée : Jacques Perrin pour Nomaden der Lüfte – Das Geheimnis der Zugvögel
  - Littérature jeunesse : Astrid Lindgren (posthume), pour le travail de sa vie
  - Prix du livre économique de l'HypoVereinsbank : Prof. Meinhard Miegel pour Die deformierte Gesellschaft. Wie die Deutschen ihre Wirklichkeit verdrängen
  - Prix Rolf-Heyne du premier roman: Sven Regener pour Herr Lehmann
  - Prix d'honneur du Ministre-Président de Bavière : Siegfried Lenz pour le travail de sa vie
  - Prix des lecteurs de Weltbild : Barbara Wood pour Sacred Ground
- 2003
  - Fiction : Donna Leon, Une question d'honneur (Wilful Behaviour)
  - Non-fiction : Inge et Walter Jens, Frau Thomas Mann
  - Non-fiction illustrée : Nina Hagen / Marcel Feige, That's Why The Lady Is A Punk
  - Littérature jeunesse : Cornelia Funke, Le Prince des voleurs
  - Prix du livre économique de l'HypoVereinsbank : Hans-Olaf Henkel, Die Ethik des Erfolgs
  - Prix Rolf-Heyne du premier roman : Jonathan Safran Foer, Tout est illuminé
  - Prix d'honneur du Ministre-Président de Bavière : Nadine Gordimer pour le travail de sa vie
  - Prix des lecteurs de Weltbild : Ken Follett, Le Réseau Corneille
- 2004
  - Fiction : Frank Schätzing, Abysses
  - Non-fiction : Frank Schirrmacher, Das Methusalem-Komplott
  - Littérature jeunesse : Ulrich Janßen, Ulla Steuernagel, Die Kinder-Uni
  - Prix Rolf Heyne du premier roman: Louise Welsh, The Cutting Room
  - Prix du lire économique : Hans-Werner Sinn, Ist Deutschland noch zu retten?
  - Livre audio : Schönherz & Fleer, Rilke Projekt, 1 bis 3
  - Prix d'honneur du Ministre-Président de Bavière : Imre Kertész pour le travail de sa vie
  - Prix des lecteurs de Weltbild : Patricia Shaw, The Five Winds
  - Prix du futur : Tad Williams, Autremonde
- 2005
  - Fiction : Per Olov Enquist, Das Buch von Blanche und Marie
  - Non-fiction : Claus Kleber, Amerikas Kreuzzüge
  - Littérature jeunesse : Kai Meyer, Frostfeuer
  - Prix Rolf-Heyne du premier roman: Eva Menasse, Vienna
  - Livre économique : Jeremy Rifkin, Le Rêve européen (The European Dream : How Europe's Vision of the Future Is Quietly Eclipsing the American Dream)
  - Prix d'honneur du Ministre-Président de Bavière : Walter Kempowski pour le travail de sa vie
  - Prix des lecteurs de Weltbild : Cecelia Ahern, Für immer vielleicht
  - Livre audio : Helma Sanders-Brahms, Tausendundeine Nacht
  - Prix du futur : Kurt G. Blüchel, Bionik
- 2006
  - Fiction : Kazuo Ishiguro, Auprès de moi toujours (Never Let Me Go)
  - Non-fiction : Neclà Kelek, Die verlorenen Söhne. Plädoyer für die Befreiung des türkisch-muslimischen Mannes
  - Littérature jeunesse : Jonathan Stroud, Bartimäus. Die Pforte des Magiers
  - Prix Rolf-Heyne du premier roman: Bertina Henrichs, Die Schachspielerin
  - Livre économique : Kurt Biedenkopf, Die Ausbeutung der Enkel
  - Prix d'honneur du Ministre-Président de Bavière : Amos Oz pour le travail de sa vie
  - Prix des lecteurs de Weltbild : Diana Gabaldon, Ein Hauch von Schnee und Asche
  - Livre audio : Klaus Maria Brandauer et Birgit Minichmayr, Brandauer liest Mozart
  - Prix du futur : Tim Flannery, Wir Wettermacher
- 2007
  - Fiction : Wilhelm Genazino, Mittelmäßiges Heimweh
  - Non-fiction : Anne Siemens, Für die RAF war er das System, für mich der Vater - die andere Geschichte des deutschen Terrorismus
  - Littérature jeunesse : Sergueï Loukianenko, Das Schlangenschwert
  - Prix Rolf-Heyne du premier roman: Harald Martenstein, Heimweg
  - Livre économique : Érik Orsenna, Weiße Plantagen – eine Reise durch unsere globalisierte Welt
  - Prix d'honneur du Ministre-Président de Bavière : Peter Härtling pour le travail de sa vie
  - Prix des lecteurs de Weltbild : Andrea Maria Schenkel (auteur) et Monica Bleibtreu (lectrice) pour the book and Livre audio Tannöd
  - Livre audio : Hape Kerkeling, Ein Mann, ein Fjord
- 2008
  - Fiction : Feridun Zaimoğlu, Liebesbrand
  - Non-fiction : Manfred Lütz, Gott. Eine kleine Geschichte des Größten
  - Littérature jeunesse : Andreas Steinhöfel, Rico, Oskar und die Tieferschatten
  - Livre visuel : Nadine Barth (éditrice), Verschwindende Landschaften
  - Livre économique : Paul Collier, The Bottom Billion
  - Prix d'honneur du Ministre-Président de Bavière : Martin Walser pour le travail de sa vie
  - Prix du futur : Muhammad Yunus, Die Armut besiegen
  - Prix des lecteurs de Weltbild : Volker Klüpfel, Michael Kobr, Laienspiel. Kluftingers neuer Fall
  - Livre audio : Henning Mankell, Le Chinois (lu par Axel Milberg)
- 2009
  - Fiction : Mohammed Hanif, A Case of Exploding Mangoes
  - Non-fiction : Richard von Weizsäcker, Der Weg zur Einheit
  - Littérature jeunesse : Mirjam Pressler, Nathan und seine Kinder
  - Livre visuel : Alex MacLean, OVER : The American Landscape at the Tipping Point
  - Livre économique : Reinhard Marx, Das Kapital. Ein Plädoyer für den Menschen
  - Prix du futur : Nicholas Stern, Der Global Deal
  - Livre audio : Fred Vargas, Der verbotene Ort (lu par Barbara Nüsse)
  - Prix d'honneur du Ministre-Président de Bavière : Rüdiger Safranski pour le travail de sa vie
- 2010
  - Fiction : Hans Joachim Schädlich, Kokoschkins Reise
  - Prix du public : Carla Federico, Im Land der Feuerblume
  - Roman pour jeunes adultes : John Green, La Face cachée de Margo
  - Livre visuel : Herlinde Koelbl, Mein Blick
  - Livre économique : Wolfgang Kersting, Verteidigung des Liberalismus
  - Prix du futur : William Kamkwamba, Bryan Mealer, The Boy Who Harnessed the Wind : Creating Currents of Electricity and Hope
  - Livre audio : Jo Nesbø, The Leopard (lu par Burghart Klaussner)
  - Prix d'honneur du Ministre-Président de Bavière : Herbert Rosendorfer pour le travail de sa vie
- 2011
  - Prix littéraire de Zeit Publishing : John Burnside, A Lie About My Father
  - Prix du public de Klassic Radio : Juliane Koepcke, When I fell from the Sky
  - Prix des jeunes lecteurs : Kate de Goldi, The 10 PM Question
  - Livre visuel : Elke Heidenreich, Tom Krausz, Dylan Thomas
  - Prix du livre économique : Peter D. Schiff, Andrew J. Schiff, How an Economy Grows and Why it Crashes
  - Prix du futur : António Damásio, Self Comes to Mind  : Constructing the Conscious Brain
  - Livre audio : Axel Hacke, Ursula Mauder, The Best of My Love Life
  - Prix d'honneur du Ministre-Président de Bavière : Christine Nöstlinger pour le travail de sa vie